# Mechtild von Wunnenberg
Mechtild von Wunnenberg († 30. Dezember 1268 in Zürich) war von 1255 bis 1268 Fürstäbtissin des Fraumünsterklosters in Zürich und damit die Herrin der Stadt.

## Leben und Wirken
Mechtild von Wunnenberg entstammt dem thurgauischen Freiherrengeschlecht von Wunnenberg, welches im 13. und 14. Jahrhundert belegt ist. In der mütterlichen Linie war sie mit Judenta von Hagenbuch verwandt. Seit spätestens 1244 war sie Konventfrau im Fraumünster. Im Sommer 1255 wurde sie zur Äbtissin gewählt. Am 1. September 1256 übernahm König Richard von Cornwall den besonderen Schutz des Fraumünsters und der Stadt Zürich.
Während ihrer Amtszeit war Mechtild von Wunnenberg immer wieder gezwungen, Einkünfte und Grundstücke zu verkaufen, um drückende Schulden zu bezahlen. Sie liess am Münster den Chor und den Nordturm vollenden und revidierte Teile des Erbrechts für Zürcher Bürgertöchter. Spätestens ab 1268 wurden in der Abtei Schüler unterrichtet.